# Bédarrides
Bédarrides település Franciaországban, Vaucluse megyében. Lakosainak száma 5521 fő (2022. január 1.). Bédarrides Sorgues, Courthézon, Châteauneuf-du-Pape, Sarrians, Monteux, Entraigues-sur-la-Sorgue és Althen-des-Paluds községekkel határos.

## Népesség
A település népességének változása:
| Lakosok száma | 5060 | 5051 | 5167 | 5171 | 5244 | 5316 | 5358 | 5410 | 5521 |
|               | 2013 | 2015 | 2016 | 2017 | 2018 | 2019 | 2020 | 2021 | 2022 |